# Barnaba
Barnaba  è un nome proprio di persona italiano maschile.

## Varianti
- Maschili: Barnabo, Bernabò

### Varianti in altre lingue
- Francese: Barnabé[1]
- Greco biblico: Βαρναβᾶς (Barnabas)[1]
- Inglese: Barnabas[1], Barnaby[1]
  - Ipocoristici: Barney[1]
- Lombardo: Barnabà[2]
- Russo: Варнава (Varnava)[1]
- Spagnolo: Bernabé
- Tedesco: Barnabas[1]
- Ungherese: Barnabás[1]
  - Ipocoristici: Barna[1]

## Origine e diffusione
Deriva dal greco Βαρναβᾶς (Barnabas), a sua volta proveniente dall'aramaico la cui esatta etimologia non è chiara: potrebbe basarsi su בּר נביא (bar naviya' o bar-nabha) che significa "figlio del profeta" o "figlio della profezia". Negli Atti degli apostoli, 4:36, viene fornito invece come significato "figlio della consolazione" o "figlio dell'esortazione".
Nella lingua inglese il suo uso cominciò dopo il XII secolo, ma ha scarsa diffusione.

## Onomastico
L'onomastico viene festeggiato l'11 giugno in ricordo di san Barnaba, secondo la tradizione primo vescovo di Milano. Il 7 settembre si ricorda anche il beato Claudio Barnaba Laurent de Mascloux, uno dei martiri dei pontoni di Rochefort.

## Persone

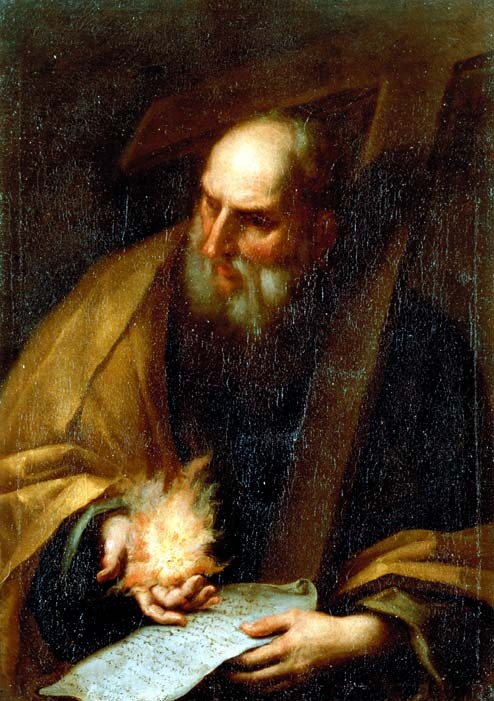
Barnaba

- Barnaba, apostolo, vescovo e santo cipriota
- Barnaba da Modena, pittore italiano
- Barnaba Adorno, doge della Repubblica di Genova
- Barnaba Cagnoli, frate italiano
- Barnaba Chiaramonti, divenuto papa con il nome di Pio VII
- Barnaba Guano, doge della Repubblica di Genova
- Barnaba Malaspina, arcivescovo cattolico italiano
- Barnaba Oriani, matematico e astronomo italiano
- Barnaba Panizza, architetto italiano

### Variante Bernabò

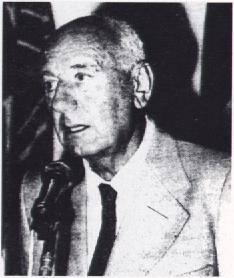
Luigi Bernabò Brea

- Luigi Bernabò Brea, archeologo italiano
- Bernabò Malaspina, vescovo cattolico italiano
- Bernabò Visconti, signore di Milano

### Variante Bernabé
- Bernabé Cobo, gesuita, naturalista e scrittore spagnolo
- Bernabé Ferreyra, calciatore argentino
- Bernabé Martí, tenore spagnolo
- Bernabé Rivera, calciatore paraguaiano
- Bernabé Zapata Miralles, tennista spagnolo

### Altre varianti

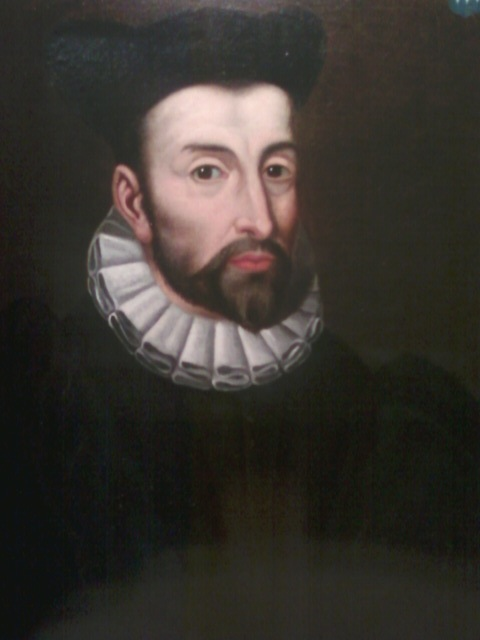
Barnabé Brisson

- Barnabás Berzsenyi, schermidore ungherese
- Barnabé Brisson, matematico francese
- Barnabé Brisson, diplomatico francese
- Bernabe Concepcion, pugile filippino
- Barnabas Sibusiso Dlamini, politico swazilandese
- Barnabe Googe, poeta britannico
- Barnaby Holm, attore statunitense
- Barnabas Imenger, calciatore nigeriano
- Barnabas Imenger Shikaan, calciatore nigeriano
- Barnaby Metschurat, attore tedesco
- Barna Occhini, scrittore italiano
- Barnabás Steinmetz, pallanuotista ungherese

## Il nome nelle arti
- Barnaba è un personaggio dell'opera di Amilcare Ponchielli La Gioconda.
- Barnaba era il nome di copertura da partigiano nella Resistenza di Gillo Pontecorvo.
- Barnabo è un personaggio del romanzo di Dino Buzzati Bàrnabo delle montagne, e del film omonimo da esso tratto.
- Barnaba Cecchini è un personaggio del film del 1981 Innamorato pazzo, diretto da Castellano e Pipolo.
- Barnaby Jones è un personaggio della serie televisiva omonima.
- Barnaby Ross è stato uno pseudonimo utilizzato da Ellery Queen.
- Barnaby Rudge è un personaggio del romanzo omonimo di Charles Dickens.
- Barnaby "Barney" Stinson è un personaggio della serie televisiva How I Met Your Mother.